# James Wiseman
James Monteinez Wiseman (Nashville, 31 marzo 2001) è un cestista statunitense, di ruolo centro.

## Biografia
Wiseman è nato a Nashville, nel Tennessee, a Donzaleigh Artis. Wiseman parla fluentemente il cinese mandarino, avendo studiato la lingua per tre anni alle superiori.

## High school
Entrando nella sua stagione da matricola per la scuola Ensworth a Nashville, nel Tennessee, Wiseman era alto 2,06 m e pesava 91 kg. Nell'estate del 2016, ESPN ha classificato Wiseman tra i primi 25 giocatori della classe 2019. Nell'anno da sophomore ha guidato Ensworth alle semifinali del titolo di divisione, tenendo una media di circa 20 punti e sei rimbalzi a partita e venendo nominato come uno dei migliori sophomore da MaxPreps. Nel maggio del 2017 gioca nel circuito EYBL con il "Team Penny", creato dal giocatore NBA Penny Hardaway. In agosto, annuncia il suo trasferimento alla Memphis East High School di Memphis, nel Tennessee, dove Hardaway era un vice-allenatore. Il 16 novembre 2017, Wiseman viene dichiarato non idoneo per la sua stagione da TSSAA, a causa del suo rapporto con Hardaway, che era stato nominato capo allenatore. Tuttavia, il 13 dicembre, rinizia a giocare poiché la regola TSSAA "non era chiara nella sua applicazione". Nella stagione da junior, Wiseman diventa, secondo ESPN, la miglior recluta della classe 2019. Guida Memphis East alla vittoria del titolo divisionale, tenendo una media di 18,5 punti, 8,2 rimbalzi e 2,8 stoppate a partita e venendo inserito nel miglior terzo quintetto nazionale da MaxPreps.
Entrando nella sua ultima stagione liceale sceglie di rimanere a Memphis East invece di trasferirsi in una scuola preparatoria al college. Il 1º marzo 2019 fa registrare una tripla doppia di 27 punti, 20 rimbalzi e 10 stoppate aiutando la sua squadra a vincere il campionato regionale. Memphis East viene però sconfitta nella finale per il titolo statale di categoria dalla Bearden High School, nonostante la prestazione da 24 punti, 11 rimbalzi e cinque stoppate di Wiseman. Grazie alle medie di 25,8 punti, 14,8 rimbalzi e 5,5 stoppate a partita, Wiseman riceve i premi di miglior giocatore da Gatorade e da Morgan Wooten. Wiseman inoltre viene invitato al McDonald's All-American Game, al Jordan Brand Classic e al Nike Hoop Summit, dove condividerà il riconoscimento  di MVP della competizione con Cole Anthony.

## College
Per l'anno da "One & Done" all'università, Wiseman decide di frequentare l'Università di Memphis. Al suo debutto sfodera una prestazione da 28 punti, 11 rimbalzi e 3 stoppate in 22 minuti nella vittoria dei Tigers contro South Carolina State per 97–64. L'8 novembre la NCAA annuncia che Wiseman non potrà giocare per Memphis poiché coinvolto in un pagamento di 11.000 dollari, compiuto dal suo allenatore Penny Hardaway, fatto nel 2017 per agevolare il suo trasferimento all'università di Memphis. Riesce ad ottenere una deroga per giocare dal giudice della contea di Shelby e subito dopo guida la squadra ad una vittoria contro l'università di Illinois, mettendo a segno 17 punti e 9 rimbalzi. Il 20 novembre la NCAA annuncia che Wiseman potrà tornare a giocare il 12 gennaio, dopo aver scontato 12 giornate di squalifica e dopo aver donato la cifra che ricevette nel 2017 in beneficenza. Il 19 dicembre, però, Wiseman annuncia la sua intenzione di lasciare Memphis e di ingaggiare un procuratore, al fine di prepararsi individualmente per il Draft NBA 2020.

## NBA

### Golden State Warriors (2020-2023)
Viene scelto al Draft NBA 2020 il 18 novembre 2020 con la 2ª chiamata dai Golden State Warriors. Wiseman sceglie il numero 33, al posto del 32 indossato fino ad allora.

### Detroit Pistons (2023-2024)
Il 9 febbraio 2023 Wiseman viene scambiato ai Detroit Pistons come parte di una trade a tre squadre che coinvolse anche gli Atlanta Hawks.

### Indiana Pacers (2024-)
Il 2 Luglio 2024 viene ufficializzato l'arrivo di Wiseman in Indiana.

## Statistiche
| † | Denota le stagioni in cui ha vinto il titolo |

### NCAA
| Anno      | Squadra        | PG | PT | MP   | TC%  | 3P% | TL%  | RP   | AP  | PRP | SP  | PP   |
| --------- | -------------- | -- | -- | ---- | ---- | --- | ---- | ---- | --- | --- | --- | ---- |
| 2019-2020 | Memphis Tigers | 3  | 3  | 23,0 | 76,9 | 0,0 | 70,4 | 10,3 | 0,3 | 0,3 | 3,0 | 19,7 |
| Carriera  | Carriera       | 3  | 3  | 23,0 | 76,9 | 0,0 | 70,4 | 10,3 | 0,3 | 0,3 | 3,0 | 19,7 |

#### Massimi in carriera
- Massimo di punti: 28 vs South Carolina State (5 novembre 2019)[2]
- Massimo di rimbalzi: 12 vs Oregon (12 novembre 2019)
- Massimo di assist: 1 vs South Carolina State (5 novembre 2019)
- Massimo di palle rubate: 1 vs Illinois-Chicago (8 novembre 2019)
- Massimo di stoppate: 5 vs Illinois-Chicago (8 novembre 2019)
- Massimo di minuti giocati: 25 vs Illinois-Chicago (8 novembre 2019)

### NBA

#### Regular season
| Anno      | Squadra         | PG  | PT | MP   | TC%  | 3P%  | TL%  | RP  | AP  | PRP | SP  | PP   |
| --------- | --------------- | --- | -- | ---- | ---- | ---- | ---- | --- | --- | --- | --- | ---- |
| 2020-2021 | G.S. Warriors   | 39  | 27 | 21,4 | 51,9 | 31,6 | 62,8 | 5,8 | 0,7 | 0,3 | 0,9 | 11,5 |
| 2022-2023 | G.S. Warriors   | 21  | 0  | 12,5 | 62,8 | 50,0 | 68,4 | 3,5 | 0,7 | 0,1 | 0,3 | 6,9  |
| 2022-2023 | Detroit Pistons | 24  | 22 | 25,2 | 53,1 | 16,7 | 71,2 | 8,1 | 0,7 | 0,2 | 0,8 | 12,7 |
| 2023-2024 | Detroit Pistons | 63  | 6  | 17,3 | 61,3 | 0,0  | 70,6 | 5,3 | 0,9 | 0,2 | 0,6 | 7,1  |
| 2024-2025 | Indiana Pacers  | 1   | 0  | 5,0  | 50,0 | 0,0  | 100  | 1,0 | 0,0 | 0,0 | 0,0 | 6,0  |
| Carriera  | Carriera        | 148 | 55 | 18,9 | 56,0 | 26,2 | 68,3 | 5,6 | 0,7 | 0,2 | 0,7 | 9,1  |

#### Massimi in carriera
- Massimo di punti: 30 vs Brooklyn Nets (21 dicembre 2022)[3]
- Massimo di rimbalzi: 17 vs San Antonio Spurs (14 aprile 2024)
- Massimo di assist: 5 vs Milwaukee Bucks (16 dicembre 2023)
- Massimo di palle rubate: 2 (2 volte)
- Massimo di stoppate: 4 vs Chicago Bulls (29 marzo 2021)
- Massimo di minuti giocati: 40 vs San Antonio Spurs (14 aprile 2024)

### G League
| Anno      | Squadra       | PG | PT | MP   | TC%  | 3P%  | TL%  | RP   | AP  | PRP | SP  | PP   |
| --------- | ------------- | -- | -- | ---- | ---- | ---- | ---- | ---- | --- | --- | --- | ---- |
| 2021-2022 | S.C. Warriors | 2  | 2  | 20,9 | 58,3 | 0,0  | 75,0 | 7,5  | 0,0 | 0,0 | 2,0 | 16,5 |
| 2022-2023 | S.C. Warriors | 10 | 10 | 27,6 | 68,4 | 20,0 | 66,7 | 10,6 | 0,6 | 0,4 | 1,4 | 18,8 |
| Carriera  | Carriera      | 12 | 12 | 26,5 | 66,7 | 16,7 | 67,7 | 10,1 | 0,5 | 0,3 | 1,5 | 18,4 |

## Palmarès

### Squadra
- Campionato NBA: 1

Golden State Warriors: 2022

### Nazionale
- FIBA Americas Under-16 Championship (2017)

### Individuale

#### High school
- Underclassman All-American Game MVP (2017)
- TSSAA Division 2-AA All Region Team (2017)
- Tennessean All-MidState Second Team (2017)
- Tennessee Sports Writers Association All-State (2017)
- MaxPreps Sophomore All-American Honorable Mention (2017)
- USA Today All-USA Third Team 82018)
- Morgan Wootten National Player of the Year (2019)
- Gatorade National Player of the Year (2019)
- Tennessee Mr. Basketball (2019)
- McDonald's All-American (2019)
- Jordan Brand Classic (2019)
- Nike Hoop Summit (2019)